# Chester Jastremski
Chester Jastremski (Toledo, 12 de enero de 1941-Bloomington, 3 de mayo de 2014) fue un nadador estadounidense especializado en pruebas de estilo braza, donde consiguió ser medallista de bronce olímpico en 1964 en los 200 metros.

## Carrera deportiva
En los Juegos Olímpicos de Tokio 1964 ganó la medalla de bronce en los 200 metros estilo braza, con un tiempo de 2:29.6 segundos, tras el australiano Ian O'Brien que batió el récord del mundo con 2:27.8 segundos, y el soviético Georgy Prokopenko (plata con 2:28.2 segundos).
Y en los Juegos Panamericanos de 1963 celebrados en Sao Paulo ganó el oro en la misma prueba de los 200 metros estilo braza.